# پیتر شومیکر
پیتر شومیکر (انگلیسی: Peter Schoomaker؛ زادهٔ ۱۲ فوریهٔ ۱۹۴۶) ژنرال بازنشسه نیروی زمینی ایالات متحده آمریکا است، که در فاصله سال‌های ۲۰۰۳ تا ۲۰۰۷ به‌عنوان سی و پنجمین رئیس ستاد نیروی زمینی ایالات متحده آمریکا فعالیت می‌کرد.
شومیکر فعالیت نظامی را از سال ۱۹۶۹ در نیروی زمینی آمریکا آغاز کرد، از ۱۹۷۸ تا ۱۹۸۱ فرماندهی نیروی دلتا را برعهده داشت، از ۱۹۹۴ تا ۱۹۹۶ فرمانده ستاد فرماندهی مشترک عملیات ویژه بود، از ۱۹۹۶ تا ۱۹۹۷ به‌عنوان فرمانده ستاد فرماندهی عملیات ویژه نیروی زمینی ایالات متحده آمریکا فعالیت می‌کرد و از ۱۹۹۷ تا ۲۰۰۰ فرماندهی عملیات ویژه ایالات متحده آمریکا را برعهده داشت.